# آلامو (جورجیا)
آلامو، جورجیا (به انگلیسی: Alamo, Georgia) یک شهر در ایالات متحده آمریکا با جمعیت ۲٬۷۹۷ نفر است که در جورجیا واقع شده‌است.